# Inno nazionale del Messico
L'inno nazionale del Messico (in spagnolo Himno nacional mexicano) è anche noto dal suo primo verso come Mexicanos, al grito de guerra. È stato composto da Francisco González Bocanegra e Jaime Nunó, che vinsero il concorso indetto dall'allora presidente del paese e generalissimo Antonio López de Santa Anna. Fu cantato per la prima volta dall'italiano Lorenzo Salvi sotto la direzione di Giovanni Bottesini, il 18 settembre 1854.

## Testo
| Coro Mexicanos, al grito de guerra el acero aprestad y el bridón, y retiemble en sus centros la tierra al sonoro rugir del cañón. I Ciña, ¡Oh Patria! tus sienes de oliva de la paz el arcángel divino, que en el cielo tu eterno destino, por el dedo de Dios se escribió; Mas si osare un extraño enemigo, profanar con su planta tu suelo, piensa, ¡Oh Patria querida! que el cielo un soldado en cada hijo te dio. Coro II En sangrientos combates los viste por tu amor palpitando sus senos, arrostrar la metralla serenos, y la muerte o la gloria buscar. Si el recuerdo de antiguas hazañas de tus hijos inflama la mente, los laureles del triunfo, tu frente volverán inmortales a ornar. Coro III Como al golpe del rayo la encina se derrumba hasta el hondo torrente, la discordia vencida, impotente, a los pies del arcángel cayó; Ya no más de tus hijos la sangre se derrame en contienda de hermanos sólo encuentra el acero en tus manos quien tu nombre sagrado insultó. Coro IV Del guerrero inmortal de Zempoala te defienda la espada terrible, y sostiene su brazo invencible tu sagrado pendon tricolor; El será el feliz mexicano en la paz y en la guerra el caudillo, porque el supo sus armas de brillo circundar en los campos de honor. Coro V ¡Guerra, guerra sin tregua al que intente de la patria manchar los blasones! ¡Guerra, guerra! Los patrios pendones en las olas de sangre empapad: ¡Guerra, guerra! En el monte, en el valle los cañones horrísonos truenen, y los ecos sonoros resuenen con las voces de ¡Unión! ¡Libertad! Coro VI Antes, patria, que inermes tus hijos bajo el yugo su cuello dobleguen, tus campiñas con sangre se rieguen, sobre sangre se estampe su pie; Y tus templos, palacios y torres se derrumben con hórrido estruendo, y sus ruinas existan diciendo: de mil héroes la Patria aquí fue. Coro VII Si a la lid contra hueste enemiga nos convoca la trompa guerrera, de Iturbide la sacra bandera ¡Mexicanos! valientes seguid: Y a los fieros bridones les sirvan las vencidas enseñas de alfombra; los laureles del triunfo den sombra a la frente del bravo adalid. Coro VIII Vuelva altivo a los patrios hogares el guerrero a contar su victoria, ostentando las palmas de gloria que supiera en la lid conquistar: Tornaranse sus lauros sangrientos en guirnaldas de mirtos y rosas, que el amor de las hijas y esposas tambien sabe a los bravos premiar. Coro IX Y el que al golpe de ardiente metralla de la patria en las aras sucumba, obtendrá en recompensa una tumba donde brille de gloria la luz: Y de Iguala la enseña querida a su espada sangrienta enlazada, de laurel inmortal coronada, formará de su fosa la cruz. Coro X ¡Patria! ¡Patria! tus hijos te juran exhalar en tus aras su aliento, si el clarín con su bélico acento, los convoca a lidiar con valor: ¡Para ti las guirnaldas de oliva! ¡Un recuerdo para ellos de gloria! ¡Un laurel para ti de victoria! ¡Un sepulcro para ellos de honor! | Coro Messicani, al grido di guerra preparate l'acciaio e la briglia, e tremi nel suo nucleo la terra al sonoro ruggire del cannone. I Cinga oh Patria! le tue tempie di olivo di pace l'arcangelo divino, che nel cielo il tuo eterno destino, dal dito di Dio fu scritto; Ma se osasse un estraneo nemico, profanare con la sua pianta del piede il tuo suolo, pensa, oh Patria amata! che il cielo un soldato in ogni figlio ti diede. Coro II In sanguinosi combattimenti li hai visti con i loro petti palpitanti per amor tuo affrontare la mitraglia sereni, e la morte o la gloria cercare. Se il ricordo di antiche gesta dei tuoi figli infiamma la mente, gli allori del trionfo, la tua fronte torneranno immortali ad ornare. Coro III Come al colpo di un fulmine la cima crolla fino al torrente profondo, la discordia, vinta, impotente, ai piedi dell'arcangelo cade. Che il sangue dei tuoi figli si sparga in battaglia di fratelli trovi solo la spada nelle tue mani chi insultò il tuo sacro nome. Coro IV Dell'immortale guerriero di Zempoala, ti difende la spada terribile e sostiene il suo braccio invincibile il tuo sacro vessillo tricolore; Egli sarà il messicano felice, nella pace e nella guerra il capo poiché egli seppe le sue armi di lucentezza circondare nei campi d'onore. Coro V Guerra, guerra senza tregua, a chi tenti della patria macchiare i blasoni! Guerra, guerra! i patri pennoni nelle onde di sangue inzuppate. Guerra, guerra! sui monti, nelle valli i cannoni risonanti tuonino e gli echi sonori risuonino con le voci di Unione! e Libertà! Coro VI Prima, o Patria, che inermi i tuoi figli sotto il giogo il loro capo pieghino, i tuoi campi col sangue si irrighino, sul sangue si stampi il loro piè; e i tuoi templi, i palazzi, le torri crollino con orrido strepito, e le rovine restino proclamando: di mille eroi la Patria fu qui. Coro VII Se alla lotta contro l'esercito nemico ci convoca la tromba guerriera di Iturbide la sacra bandiera Messicani! valenti seguite: e alle fiere briglie servano i vessilli vinti come tappeto; gli allori del trionfo come ombra sul capo del valoroso condottiero. Coro VIII Torni altezzoso alla patria famiglia il guerriero a raccontare la sua vittoria, ostentando le palme di gloria che seppe conquistare in battaglia: Tornino i loro allori insanguinati in ghirlande di mirti e rose, che l'amore delle fanciulle e spose sa premiare anche i valorosi. Coro IX E chi sotto il colpo di un'ardente mitraglia in onore della patria soccombe, otterrà in ricompensa una tomba dove brilla luce di gloria: E di Iguala l'amato stendardo alla sua spada insanguinata legato, coronata di alloro immortale, formerà la croce della sua tomba. Coro X Patria, patria! I tuoi figli ti giurano di esalare sui tuoi altari il loro alito, se la tromba col suo bellico accento li aduna a combattere con valore: Per te le ghirlande d'ulivo! Un ricordo per essi di gloria! Un alloro per te di vittoria! Un sepolcro per essi d'onore! |